# 落田洋子
落田 洋子（おちだ ようこ、1947年11月22日 - ）は、日本の画家。

## 経歴・人物
埼玉県浦和市生まれ。1968年、武蔵野美術短期大学商業デザイン科卒業。
広告企画の仕事を経て、1976年から油彩画を描き始める。1978年、六本木・青画廊で初個展。1979年、銅版画を開始する。個展やグループ展示会などで作品を発表している。作品は単行本や文庫本などで多く使われている。
1982年、『紅茶と海』でライプツィヒ国際図書デザイン展銅賞を受賞。
個展活動は銀座77ギャラリーを中心に展開している。
グループ展に「ポストコレクション展」（東京セントラル美術館）、「現代形象展」（ストライプハウス美術館）、「チバ・アートナウ'98」（佐倉市美術館）などがある。

## 画集
- 風の祝祭（1981年12月 美術出版社）
- ミルドレッドの左側（1994年11月 リブロポート）
- アフタヌーン（1994年11月 新潮社）

## 絵本
- ギリアスの実（1983年4月 白泉社）
- 夜猫ホテル（1997年12月 パロル舎）※舟崎克彦作

## 主な装画作品
- 村上春樹
  - 『世界の終りとハードボイルド・ワンダーランド』　単行本の2005年新装版、文庫本の2010年新装版
- 寺山修司
  - 『だれが子猫を切り抜いた？』
- 川路重之
  - 『紅茶と海』
- 土屋隆夫
  - 『影の告発』
- 小池真理子
  - 『深夜のネコ』『プワゾンの匂う女』『殺意の爪』『蠍のいる森』
- 村田喜代子
  - 『真夜中の自転車』
- 和田誠
  - 『きなきな族からの脱出』
- F・スコット・フィッツジェラルド、村上春樹訳
  - 『マイ・ロスト・シティー』
- トルーマン・カポーティ、村上春樹訳
  - 『ティファニーで朝食を』